# Sporobolus angustifolius
Sporobolus angustifolius là một loài thực vật có hoa trong họ Hòa thảo. Loài này được A.Rich. miêu tả khoa học đầu tiên năm 1850.